# Etisus paulsonii
Etisus paulsonii is een krabbensoort uit de familie van de Xanthidae. De wetenschappelijke naam van de soort is voor het eerst geldig gepubliceerd in 1913 door Klunzinger.